# Reinhardt Thomas
Reinhardt Thomas (* 1. Mai 1946 in Großörner, Mansfelder Gebirgskreis) ist ein deutscher Politiker (SPD, CDU).
Thomas war als Betriebsschlosser, Maschinenwärter und Meister im Maschinenbau tätig. 1964 trat er der Deutschen Seereederei bei, ehe er dort Berufsverbot erhielt. Er wechselte zur Pipeline Rostock-Schwedt, bei der er Schichtleiter für Ölhafentanklager war und übernahm 1984 eine Stelle als Dispatcher für Wärmeversorgung bei den Stadtwerken Rostock. 1996 wurde er Verwaltungsangestellter und stellvertretender Dezernent an der Fachhochschule Güstrow. 
Thomas trat 1989 in die SDP ein, welche später in die SPD aufging. 1990 wurde er bei den ersten Landtagswahlen in Mecklenburg-Vorpommern im Wahlkreis Rostock I direkt in den Landtag gewählt und war dort innenpolitischer Sprecher der SPD-Fraktion. 1992 verließ er die SPD, da sie aus seiner Sicht der PDS nahegekommen sein sollte. 1993 trat er der CDU bei, wurde auch Mitglied der CDA und war dort auch Mitglied im Bundesarbeitskreises Polizei, stellvertretender Vorsitzender des Landesfachausschusses Innenpolitik und Mitglied der Arbeitsgemeinschaft Ausländerrecht der CDU/CSU-Fraktionen Deutschlands. Nach dem Verlust seines Landtagsmandats bei den Wahlen 1994 rückte er 1997 in den Schweriner Landtag nach und war dort bis 2006 Abgeordneter. Von 1993 an war er dort sicherheitspolitischer Sprecher der CDU-Fraktion.
Thomas ist verheiratet und hat ein Kind.